# 68
68 (LXVIII) je bilo prestopno leto, ki se je po julijanskem koledarju začelo na petek.

## Dogodki
- Nero postane rimski cesar.
- Ustanovljen Tempelj belega konja, prvi budistični tempelj na Kitajskem.